# Межовский сельсовет (Большемуртинский район)
Межовский сельсовет — сельское поселение в составе Большемуртинского района Красноярского края. Расположено к юго-западу от райцентра Большая Мурта, население на 2011 год 1660 человек, объединяет 5 населенных пунктов:
- Межово (численность населения на 01.2011 г. — 540);
- Лакино (численность населения на 01.2011 г. — 496);
- Мостовское (численность населения на 01.2011 г. — 388);
- Верхобродово (численность населения на 01.2011 г. — 150);
- Хмелево (численность населения на 01.2011 г. — 88).

Адрес сельсовета: Межово, ул. Якова Стаценко, д. 31
В деревне Межово родился герой Великой Отечественной войны Михаил Межов, красноармеец, стрелок 26-й стрелковой дивизии, закрывший своим телом амбразуру пулемёта.

## Население
| 2010 | 2012  | 2013  | 2014  | 2015  | 2016  | 2017  |
| ---- | ----- | ----- | ----- | ----- | ----- | ----- |
| 1663 | ↘1653 | ↗1677 | ↗1684 | ↗1700 | ↘1696 | ↘1694 |